# Île Coco
Île Coco är en obebodd ö i Saint-Barthélemy (Frankrike). Den ligger sydöst om huvudön, 6 km sydost om huvudstaden Gustavia.